# Arma nuclear antibunker

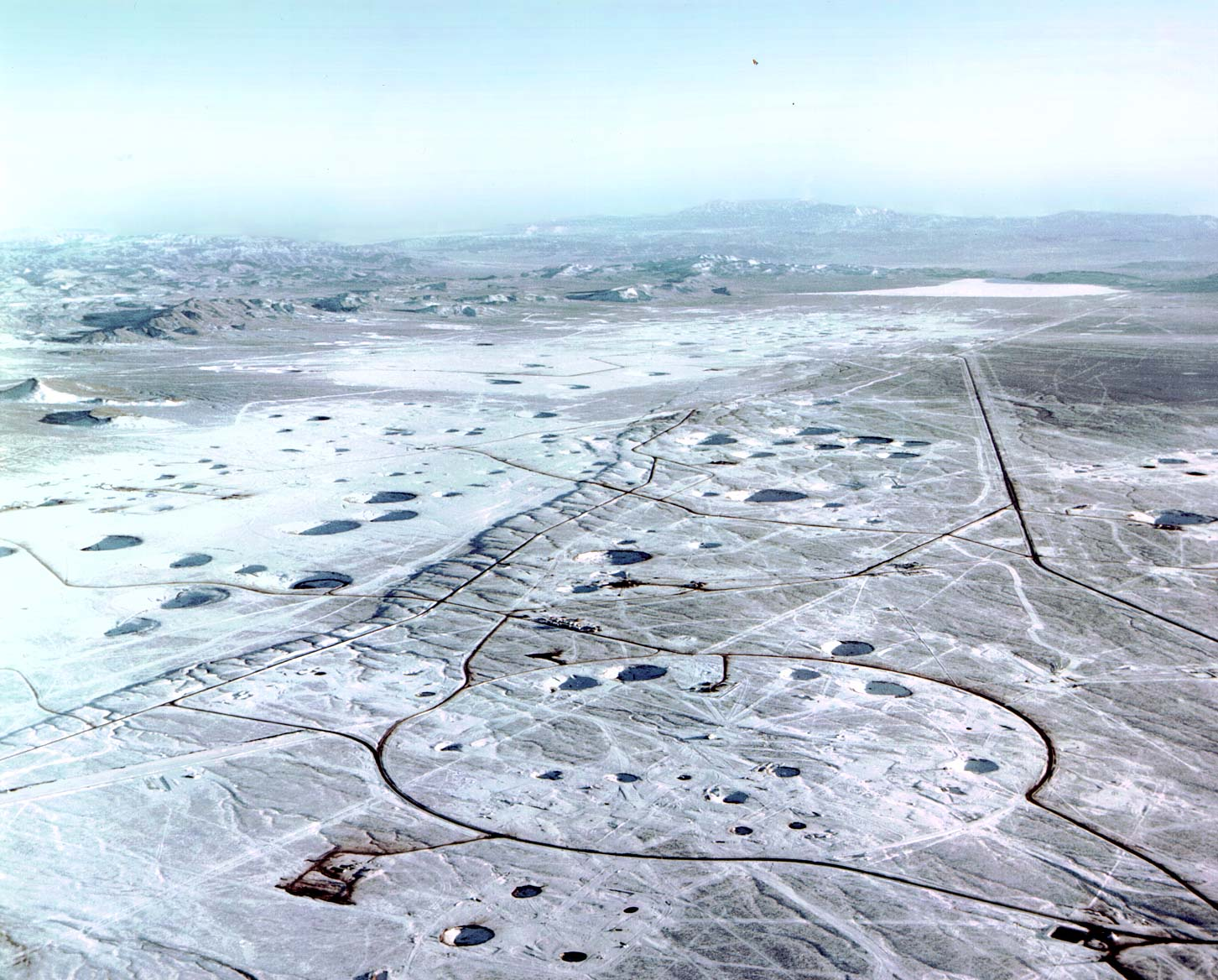
Crateras na Área de Testes de Nevada

Arma anti-bunker são ogivas ou bombas nucleares feitas para destruir bunkers ou abrigos a prova dessas armas, começaram a ser desenvolvidas na década de 50 pelo governo dos Estados Unidos da América, ao saber da construção de abrigos no solo pelos soviéticos, como B61.
São na maioria das vezes armas que penetram no solo, ao detonar, empurram o solo no espaço com ar no bunker onde as pessoas ficam, matando-as soterradas, caso sobrevivam, provavelmente a entrada estaria selada, matando-as do mesmo jeito por falta de ar ou por falta de mantimentos.
Mesmo que uma detonação na atmosfera maximiza os efeitos da bomba, não destruiria os bunkers, por isso as bombas de hidrogênio foram aderidas, pois além de destruírem os abrigos, geram uma bola de fogo grande e potente o suficiente para ter os mesmos efeitos de uma detonação no ar.